# Ratemia bassoni
Ratemia bassoni är en insektsart som beskrevs av Konrad Fiedler och Stampa 1958. Ratemia bassoni ingår i släktet Ratemia och familjen Ratemiidae. Inga underarter finns listade i Catalogue of Life.